# آلبرت پارک، آلبرتا
آلبرت پارک، آلبرتا (به انگلیسی: Albert Park, Alberta) یک منطقهٔ مسکونی در کانادا است که در استان آلبرتا واقع شده‌است.